# Janiszewo (województwo warmińsko-mazurskie)
Janiszewo (dawniej niem. Jahannisthal) – osada w Polsce położona w województwie warmińsko-mazurskim, w powiecie mrągowskim, w gminie Sorkwity. W latach 1975–1998 miejscowość administracyjnie należała do województwa olsztyńskiego.

## Historia
Dawny folwark, założony przez Jana Zygmunta Bronikowskiego, ówczesnego właściciela dóbr w Sorkwitach. Po 1945 PGR. W 1973 r. osada (jako PGR) należała do sołectwa Choszczewo.